# Marco Mazzieri
Marco Mazzieri (* 22. September 1959 in Parma) ist wie sein Zwillingsbruder  Luca Mazzieri ein italienischer Filmregisseur.

## Leben
Marco Mazzieri besuchte die Università del Cinema in Rom, wo er im Regiefach diplomierte; danach arbeitete er als Grafiker und Zeichner u. a. für die Zeitschriften La Repubblica und Il Venerdì. Für das Kino war er als Assistent von Tinto Brass und Maurizio Nichetti tätig, bevor er mit seinem Bruder einige Dokumentationen realisierte. Mitte der 1990er Jahre legten sie mit I virtuali und Voglio una donnnaaa! zwei Kinofilme vor, die sie auch geschrieben hatten. In Österreich drehten sie 1998 das Road-Movie Zwei Kinogesichter; im neuen Jahrtausend folgten weitere Dokumentationen und das Familiendrama Giovani (2002).
Marco Mazzieri war auch als Regisseur zahlreicher Werbespots tätig.

## Filmografie (Auswahl)
- 1998: Zwei Kinogesichter